# 霊閑寺
霊閑寺（れいかんじ）は、長野県中野市東山にある臨済宗妙心寺派の寺院である。山号は円通山。本山は京都妙心寺。本尊は聖観世音菩薩。

## 概要
霊閑寺の創建は1324年（正中元年）、関山慧玄（無相大師）が父親（高梨高家（居城：高梨氏館））の菩提を弔う為開山したと伝えられている。
高梨氏は中世、高井郡や水内郡を支配した豪族だった為、霊閑寺もその庇護にあったと見られる。境内は16000坪という広大なものだった。戦国時代、高梨氏は上杉氏に従属し、1561年（永禄4年）に起こった川中島の戦いに参陣、霊閑寺は兵火により焼失、以後廃寺となる。霊閑寺を開山した関山慧玄は後に臨済宗妙心寺派の開祖となった。
京都妙心寺、岐阜県正眼寺とともに三大霊地のひとつに数えられている。また、5大霊蹟（中野高梨古城（生誕地）・鎌倉建長寺（修行地）・京都大徳寺（修行地）・岐阜伊深の里（聖胎長養地）・京都妙心寺（国師開山）の一つに数えられる。1937年（昭和13年）大師の遺徳を偲び場所を東山に移して霊閑寺を再興。
2002年には初の無相大師生誕祭が行われ、稚児行列が大師ゆかりの霊閑寺まで進んだ。

## 本堂
本堂は聖観世音菩薩。祖堂は無相大師を安置。

## 歴史
- 1277年（建治3年） 関山慧玄（無相大師）生誕。
- 1324年（正中元年） 無相大師が霊閑寺創建。
- 1516年（永禄4年） 川中島の戦いで焼失。
- 1933年（昭和8年） 妙心寺館長東海東達禅師が信州中野に無相大師遺蹟訪問のため立ち寄る。
- 1935年（昭和10年） 無相大師生誕碑・堂宇建立。
- 1937年（昭和13年） 霊閑寺を再興[1][2]。

## 境内
- 霊閑寺本堂
- 霊閑寺祖堂
- 無相大師 御生誕霊蹟